# Classe American Holland
La classe American Holland, également classe AG ou de classe A, était la classe des sous-marins de type Holland 602 utilisés par les marines impériales russe et soviétique au début du XXe siècle. Ces petits sous-marins ont participé aux théâtres de la première guerre mondiale en mer Baltique et en mer Noire et une poignée d'entre eux ont également été utilisés pendant la seconde guerre mondiale.

## Développement
Le type AG a été conçu par John Philip Holland de la Electric Boat Company. La conception était connue sous le nom de Holland 602GF/602L,, qui était très similaire à la classe H américaine. L'abréviation russe "AG" vient de "Amerikansky Golland" ("American Holland"). En 1916, le ministère de la Marine russe a commandé 11 unités.
Les sous-marins ont été construits au chantier naval Barnet à Vancouver, en Colombie-Britannique, au Canada, sous forme de kits démontables. Les kits ont été transportés par bateau à Vladivostok et par le chemin de fer Transsibérien en Russie européenne. Les sous-marins ont été assemblés au chantier naval de la Baltique à Saint-Pétersbourg et à sa filiale de Nikolayev au bord de la mer Noire (aujourd'hui Mykolaiv, en Ukraine). Comme certains des bateaux britanniques de classe H (de même conception), ils étaient équipés de transducteurs Fessenden, une forme ancienne de sonar.
La révolution russe de 1917 a ralenti l'assemblage à Nikolayev, mais ils ont été achevés après beaucoup de travail. En 1918, les sous-marins AG-21 à AG-26 ont été inclus dans la Marine d'État ukrainienne. En 1920, le AG-22 a été repris par le Mouvement Blanc russe, pour finalement être évacué à Bizerte avec la flotte de Wrangel et cinq ont été repris par l'Armée rouge après la guerre civile. Les sous-marins ont tous été achevés après la guerre. Tous les sous-marins AG soviétiques survivants ont été modernisés avant la Seconde Guerre mondiale.
Les Russes avaient également commandé six sous-marins supplémentaires, mais ceux-ci n'ont pas pu être livrés en raison de la Révolution. Ils ont été repris par l'U.S. Navy (marine américaine) comme classe H en 1918.

## Service opérationnel
Cinq de ces sous-marins ont été attribués à la flotte de la Baltique, tandis que les six autres ont été attribués à la flotte de la mer Noire.
Pendant la première guerre mondiale, les sous-marins russes ont opéré avec la flottille de sous-marins britanniques en mer Baltique contre la Kriegsmarine (marine allemande). Tout cela a changé avec la révolution d'octobre et la guerre civile finlandaise.
En 1918, l'occupation allemande de Tallinn et le traité de paix de Brest-Litovsk obligent la flottille britannique à se rendre à Helsinki, alors sous la protection de la République socialiste ouvrière finlandaise. L'intervention allemande dans la guerre civile finlandaise et le débarquement à Hanko de la division allemande de la mer Baltique, forte de 10 000 hommes, ont obligé l'équipage à saborder les huit sous-marins restants et les trois navires de soutien, Cicero, Émilie et Obsidian, à l'extérieur du port d'Helsinki.
Les équipages des navires russes étaient dans un état de panique. Grâce à des négociations avec les Allemands, les nombreux navires de la marine russe amarrés à Helsinki ont été autorisés à partir pour Cronstadt. Cependant, la situation difficile des glaces a rendu impossible le suivi des petits navires, qui ont dû être abandonnés. Parmi eux se trouvaient les quatre AG russes à Hanko. L'arrivée des troupes allemandes sous les ordres de Rüdiger von der Goltz, le 3 avril, a obligé les Russes à saborder précipitamment les sous-marins, dont les AG-12 (en) et AG-16 (en), dans le port de Hanko.
Les Finlandais ont localisé et remonté les deux sous-marins. De vastes plans ont été élaborés pour les remettre en état, mais la situation économique tendue des années 1920 et le nouveau programme de construction navale des années 1930 ont finalement conduit à leur démolition.
La marine soviétique a rebaptisé les cinq AG restants en classe A, et tous ont connu une modernisation majeure à la fin des années 1930. Deux de la classe ont été coulés pendant la Seconde Guerre mondiale : Le A-1 a été sabordé par les Soviétiques pour empêcher sa capture le 26 juin 1942. Le A-3 a été coulé par un navire anti-sous-marin allemand. La victoire la plus significative de cette ancienne classe de sous-marin a été le naufrage du navire marchand roumain SS Sulina (3 495 tonneaux) réalisé par le même A-3.

## Sous-marins de la classe

### Flotte de la Baltique
- AG-11 (en) (sabordé à Hanko, le 3 avril 1918)
- AG-12 (en) (sabordé à Hanko, le 3 avril 1918, renfloué par les Finlandais et plus tard mis au rebut)
- AG-14 (coulé par une mine le 6 juillet 1917 au large de la Libye)
- AG-15 (sabordé à Hanko, le 3 avril 1918)
- AG-16 (en) (ex-AG-13, sabordé à Hanko, le 3 avril 1918, renfloué par les Finlandais, supprimé en 1929)

### Flotte de la mer Noire
- AG-21 (tombé entre les mains des Allemands puis des Britanniques, sabordé le 24 avril 1919 à Sébastopol. Renfloué plus tard par les Soviétiques et rebaptisé A-5)
- AG-22 (interné avec la flotte de Wrangel en 1921 à Bizerte et finalement mis au rebut)
- AG-23 (plus tard A-1; sabordé en juin 1942 à Sébastopol)
- AG-24 (plus tard A-2)
- AG-25 (en) (plus tard A-3; perdu le 28 octobre 1943)
- AG-26 (plus tard A-4)